# Página oscura (Star Trek: La nueva generación)
"Página oscura" es el séptimo episodio de la séptima temporada de Star Trek: La nueva generación. En este episodio un desajuste psíquico de Lwaxana Troi la pone en coma, y Deanna trata de salvar su vida.
En este episodio participa una joven Kirsten Dunst, en el papel de la pequeña niña Hedril. 

## Trama
Lwaxana Troi regresa a la Enterprise, esta vez como la profesora de una raza extraterrestre que está aprendiendo a hablar. Su forma nativa de comunicación es la telepatía, pero ellos desean aprender un lenguaje hablado con la idea de poder interactuar con otras razas. Lwaxana llega a bordo con Maques y su joven hija, Hedril, quien es la pupila estrella de Lwaxana. 
La tripulación comienza a notar que Lwaxana no presenta su normalmente vistoso comportamiento. Ella está callada y algo reservada. Deanna trata de averiguar qué es lo que está sucediendo, e incluso logra que su madre sea examinada en la enfermería. La doctora Crusher determina que el neurotransmisor usado para la telepatía está agotado y por lo tanto Lwaxana debe restringirse de usar la telepatía hasta que se pueda regenerar. 
Deanna se ofrece como voluntaria para ayudar a Maques y Hedril, pero queda claro que Lwaxana es mejor para dicha tarea. Ella aún usa su telepatía ocasionalmente, y pronto cae en coma. La doctora Crusher no puede encontrar lo que lo está causando, ya que el agotamiento del químico relacionado con la telepatía no explicaría la causa del coma. Deanna, con la ayuda de Maques, decide entrar telepáticamente en la mente de su madre para intentar ayudarla. 
Una vez dentro de la mente de su madre, ella tiene que combatir el deseo de Lwaxana por mantener un secreto. Deanna se abre camino a través de varios obstáculos, incluyendo una táctica dilatoria en la forma de su fallecido padre. Finalmente, después de que ella salta un precipicio ilusioro, se encuentra con su madre y se entera de que una vez tuvo una hermana llamada Kestra, la "niña preciosa" de su madre. Kestra murió en un accidente y Lwaxana se culpó por ello. Hedril le recuerda a su perdida hija, Kestra.
Después de confesarle todo a Deanna, Lwaxana despierta de su coma. Madre e hija tienen una sentida conversación acerca de Kestra. 